# 르비우 대학교
르비우 대학교(우크라이나어: Львівський університет) 공식이름은 이반 프란코 르비우 국립 대학교(우크라이나어: Львівський національний університет імені Івана Франка)이다.

## 역사[1]
1661년 7월 20일에 아카데미로서 설립되었다.
처음에는 대학교에 단 신학과랑 철학과만 있었다. 1784년 10월에는 의학과와 법학과가 늘어나면서 4개가 되었다. 1870년 우크라이나의 유명한 시인, 작가, 학자, 번역가였던 이반 프란코가 철학과에서 공부했다.

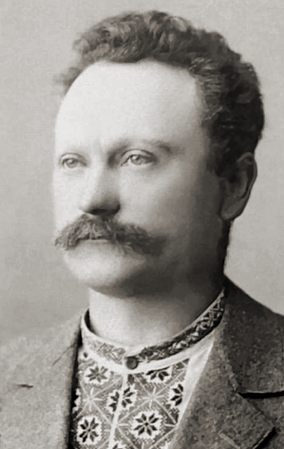
이반 프란코

1년에 2학기로 나누어졌는데, 겨울학기 (10월 1일 ~ 3월 20일) 과 여름학기 (4월 말 ~ 7월말) 이렇게였다.
70년대, 모든 과에서 대부분 주로 독일어와 라틴어로 가르쳤고, 우크라이나어와 폴란드어로 가르치는 곳은 얼마 없었다.
1919년부터 1939년 9월까지 폴란드 제2공화국 시대때 대학교 설립자 얀 2세 카지미에시 바사를 기념하는 Jan Kazimierz 대학교(폴란드어: Uniwersytet Jana Kazimierza) 로서 알려졌다.
Jan Kazimierz 대학교는 국가에서 3번째로 큰 교육 중심지였다. 1924년 철학부는 인문학부와 수학부로 나뉘었다. 같은 시대에 우크라이나어를 가르치는 과와 우크라이나 출신 교수들이 없었다. 그러다 1928~1929년도에 우크라이나 문학과가 열렸다
짧은 시간에 의학부에서는 이렇게 열렸다.
- 생물학과 (1920)
- 건강관리와 의학의 역사과 (1930)
- 일반의학과 (1932)
- 제약화학과 (1932)
- 미생물학과 (1936)

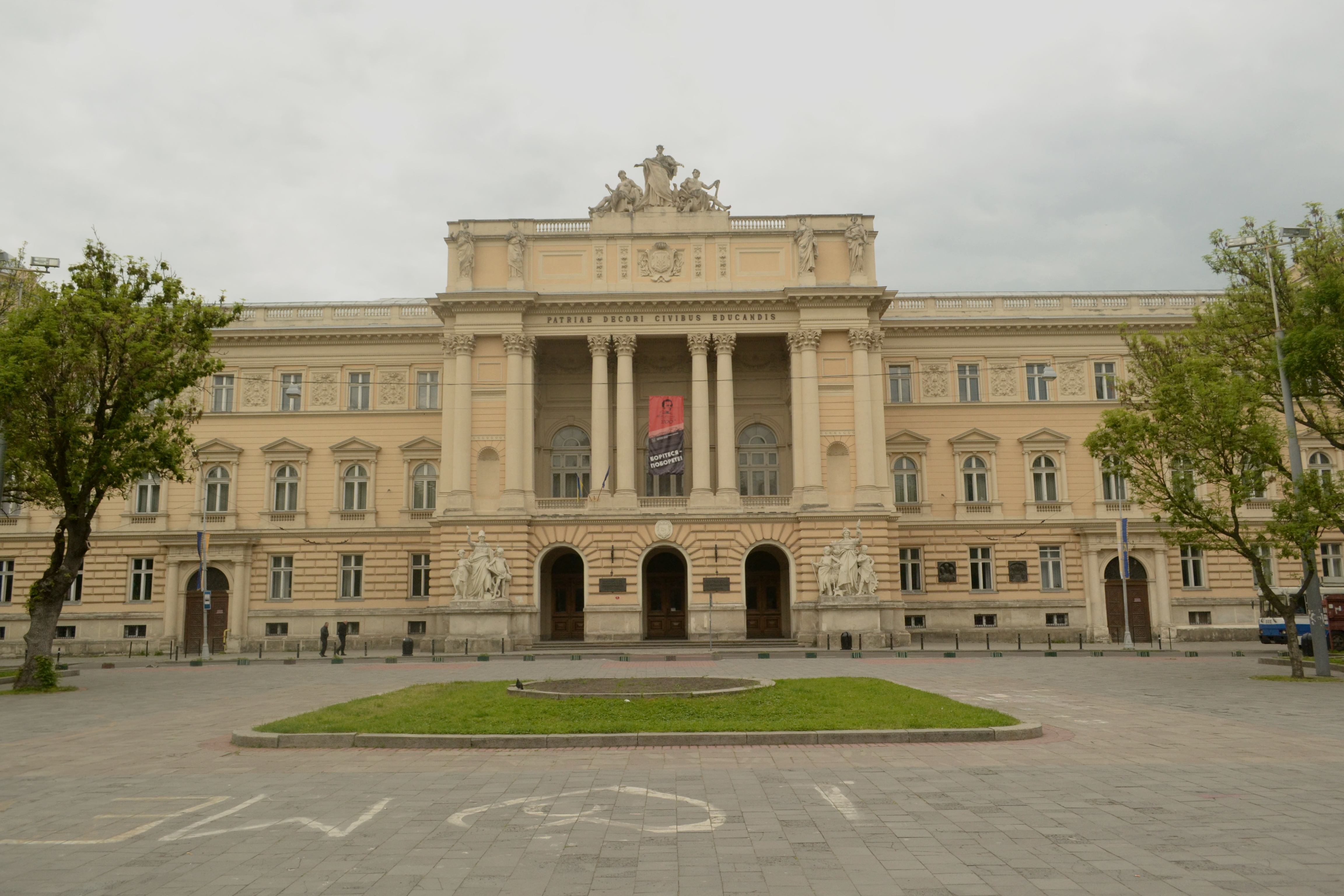
르비우 대학교 (2014)

1934년 학기에 총 5900명의 학생이 있었다.
- 3973명은 로마 가톨릭 교회
- 1211명은 유대인
- 739명은 우크라이나 그리스 가톨릭 교회
- 72명은 동방 정교회
- 67명은 개신교

18세기 중순쯤에는 약 700명의 학생이 재학하였는데, 그중 75%를 폴란드인이 차지했다.
그리고 1940년 1월 8일에 이반 프란코의 이름을 따서 이반 프란코 주립 대학교로 개명하였다.
1999년 10월 11일에 우크라이나 대통령 법령에 의해 이반 프란코 주립 대학교에서 국립대학교로 바뀌었다.
현재 총장은 블라디미르 멜닉 (우크라이나어: Володимир Мельник)이다. (2016년 10월 12일 기준)

## 학부[2]
| - 외국어학부 - 심리학부 - 응용수학과 정보공학부 - 생물학부 - 화학학부 - 문화와 예술학부 - 경제학부 | - 전자공학부 - 재무관리 및 비즈니스학부 - 지리학부 - 지질학부 - 역사학부 - 국제관계학부 | - 저널리즘학부 - 법학부 - 기계공학과 수학학부 - 교육학부 - 문헌학부 - 철학부 |